# Нікі де Сен Фаль

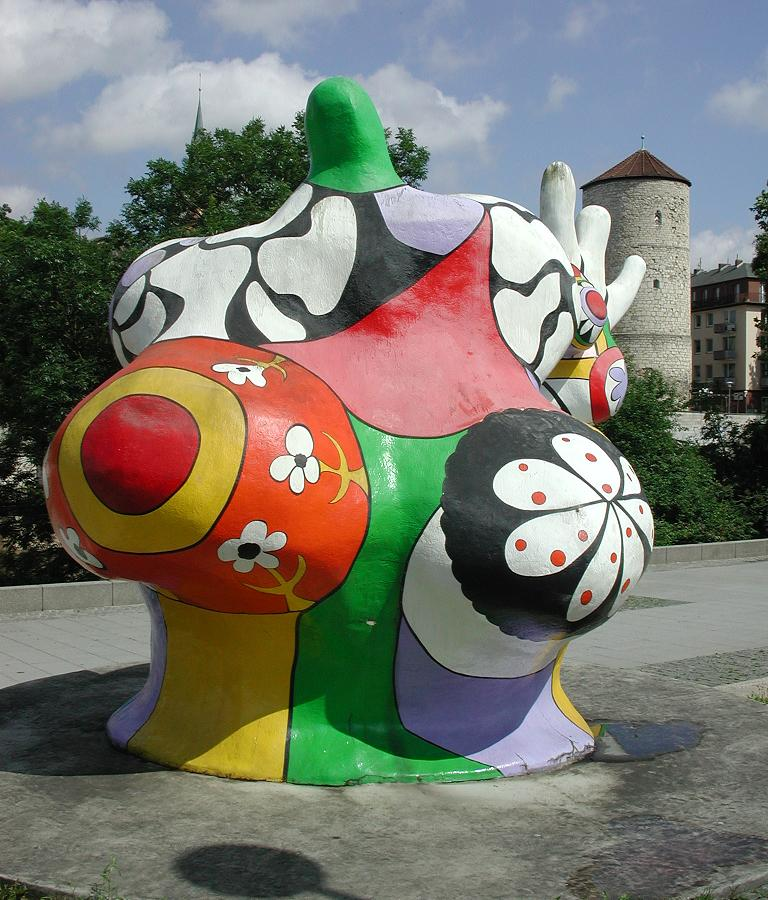
Нана, Ганновер

Нікі де Сен Фаль (фр. Niki de Saint Phalle, 29 жовтня 1930, Нейї-сюр-Сен — 21 травня 2002, Сан-Дієго) — французько-американська скульпторка, художниця, перформерка та модель.

## Біографія
Народилася 1930 року у містечку Нейї-сюр-Сен, Франція, але зростала у Нью-Йорку. Займатися живописом почала 1948 року, через 4 роки переїхала до Європи, де жила у Ніцці, Парижі, на Майорці.
Вперше дістала міжнародне визнання 1961 року як член впливової мистецької групи «Нові Реалісти».
Найбільш відома масштабними, підкреслено сексуальними жіночими фігурами під назвою «Нани» (від фр. Nana — сленг: «жінка», пор. однойменний роман Еміля Золя) у музеях та містах усього світу. Авторка великих композицій «Фонтан Стравінського» у Парижі (1983), «Садок Таро» у Тоскані (створений цілком за кошти де Сен Фаль та відкритий 1998: після 24 років діяльності), «Чарівне коло королеви Каліфії» у Каліфорнії (1998—2002), «Грот» у Гановерському королівському саду (2003).
До 1994 року Нікі де Сен Фаль жила неподалік Парижа, але через погіршення здоров'я перебралася до міста Ла Хойя у Каліфорнії.